# Свеаборгское восстание
Свеабо́ргское восста́ние — вооружённое выступление матросов и солдат гарнизона русской морской крепости Свеаборг близ столицы Великого княжества Финляндского Гельсингфорса, произошедшее 18 (31) июля—20 июля (2 августа) 1906 года.

## Предыстория
Первые волнения в крепости возникли в октябре 1905 года, вскоре после октябрьского манифеста. 29 октября (11 ноября) в крепости были распространены прокламации с призывом к солдатам собраться на следующий день для обсуждения их нужд. На следующий день, для предупреждения сборища, комендант крепости Н. Н. Кайгородов распорядился привести в собор к воскресному богослужению солдат старших сроков службы, среди которых было заметно волнение вследствие задержания их на действительной службе. Кроме присутствовавших на богослужении нижних чинов, около собора собралась беспорядочная толпа в несколько сот нижних чинов, с криками и шумом. Коменданту и сопровождающим его офицерам с трудом удалось внести успокоение. Солдаты разошлись после того, как комендант объявил, что они будут опрошены и офицеры об их нуждах доложат ему.
Требования солдат были собраны ротными командирами и на следующий день, 31 октября (13 ноября), офицеры гарнизона без разрешения коменданта крепости собрались для обсуждения этих требований. Было решено удовлетворить бо́льшую часть просьб, касавшихся преимущественно хозяйственного и внутреннего быта солдат. Был составлен проект приказа по гарнизону. Приглашённый комендант крепости под давлением офицеров утвердил этот приказ, внеся в него некоторые поправки.
Когда о солдатском митинге и незаконном приказе стало известно в Петербурге, Кайгородов был смещён, а на его место временно назначен генерал Курганович. Была прислана следственная комиссия, однако дело ограничилось назначением нового коменданта крепости генерала Лайминга.
В крепости развернулась широкая революционная агитация среди солдат большевистской и эсеровской военных организаций с одной стороны, и контрреволюционная со стороны коменданта крепости.
Восстание в Свеаборге было частью плана общего восстания на всём Балтийском флоте. Одновременно с восстанием гарнизона в Свеаборге произошло восстание в Кронштадте и на крейсере «Память Азова». Однако большая часть моряков не поддержала восстание, в котором участвовала только часть гарнизонов Свеаборга и Кронштадта.
Лидерами восстания в Свеаборге были большевики капитан Сергей Анатольевич Цион, подпоручики Аркадий Петрович Емельянов и Евгений Львович Коханский. Цион был казначеем нелегальной большевистской газеты «Вестник казармы» — органа военной организации РСДРП в Финляндии, которая издавалась в Гельсингфорсе с 1 (14) мая 1906 (всего было выпущено 9 номеров тиражом в 1000—1500 экземпляров). От Военной организации РСДРП в подготовке восстания участвовал Меер Трилиссер.
Общее восстание на Балтийском флоте было назначено на 29 июля (11 августа) 1906, но в Свеаборге восстание началось преждевременно. По словам 10 матросов, бежавших из Свеаборга в Париж, восстание вспыхнуло ранее условленного времени из-за измены одного мичмана, донесшего адмиралу Беклемишеву о заговоре.

«Однако, — говорят матросы, — успели предупредить севастопольских моряков, чтобы они ничего не начинали».

Получив информацию о готовящемся восстании на флоте, комендант крепости генерал Владимир Лайминг приказал заминировать подходы к крепости.

## Восстание
Незадолго до восстания произошёл роспуск I созыва Государственной думы. Часть депутатов уехала в Финляндию, где 9 (22) июля выпустила Выборгское воззвание.
Непосредственным поводом к началу восстания, послужили события в Свеаборгской крепостной минной роте, начавшиеся 15 (28) июля 1906. Солдаты минной роты потребовали отменить приказ о прекращении выдачи так называемых «винных денег», которые предполагалось в дальнейшем использовать для улучшения питания. На следующий день рота отказалась ставить минные заграждения. 17 (30) июля 1906 комендант крепости Лайминг приказал разоружить и арестовать минёров — 200 человек.

### 18(31)июля
Вечером того же дня, в 22 часа, началось восстание гарнизона, в котором приняли участие 7 артиллерийских рот из 10. К ним присоединились матросы Свеаборгской флотской роты и 20-го флотского экипажа на полуострове Скатудден. Всего в восстании участвовало около 2 тысяч человек. Верными правительству остались тоже около 2 тысяч человек.
Крепостная артиллерия в ночь на 18 (31) июля 1906, захватив винтовки и пулемёты, овладела четырьмя островами: Михайловским, Александровским, Артиллерийским и Инженерным. Восставшими был убит заведующий практическими занятиями полковник Нотара, арестован начальник артиллерии крепости генерал Агеев. Поручик Борк, отстреливаясь от мятежников и ранив четверых из нападавших, не имея больше патронов, застрелился.
Восставшие открыли огонь по Комендантскому и Лагерному островам, где находился комендант крепости, имевший в своём распоряжении Свеаборгский крепостной пехотный полк и подоспевшие из Гельсингфорса две роты 2 Финляндского полка. Восставшим также удалось прервать сообщение между Свеаборгом и Гельсингфорсом, чтобы помешать подвозу войск.

### События в городе
В Гельсингфорсе же действовала «финская красная гвардия». Утром 18 (31) июля 1906 в Гельсингфорсе командир красной гвардии Йохан Кок объявил всеобщую забастовку в поддержку восстания. В это время организованная под руководством полиции дружина под названием «Белая Гвардия» старалась помешать забастовке. В городе начался бой между красной гвардией, полицией и Охранным корпусом. В районе Хаканиеми Красная гвардия и Охранный корпус в столкновениях друг с другом потеряли убитыми десятки человек. Также красногвардейцы силой остановили железнодорожное сообщение Гельсингфорса с Або и с Выборгом. Полотно железной дороги между станциями Риихимяки и Рютюля (фин. ) было испорчено и в разных местах взорвано 4 железнодорожных моста.

### 19июля(1 августа)
Утром 19 июля (1 августа) 1906 из Гельсингфорса на острова, контролируемые восставшими, прибыли около 150 красногвардейцев. Восставшие располагались на корабле «Выстрел» — единственном, находившемся в их руках. Приехавший к восставшим из Гельсингфорса С. А. Цион зачитал собравшимся мятежникам «манифест» соединённого комитета трудовой группы и социал-демократической фракции распущенной Государственной думы с призывом к солдатам «освободить русский народ от изменнического правительства и защищать Государственную думу».
Утром снова начался артиллерийский обстрел островов, занятых верными правительству войсками.
Весь день в Свеаборге шла перестрелка, как орудийная, так и ружейная. В 5 ч. 20 мин. огнём батареи, расположенной на Лагерном острове, был взорван главный пороховой погреб на Михайловском острове. В Гельсингфорсе местами от сотрясения были выбиты окна.
Вечером к крепости подошла прибывшая из Ревеля эскадра: броненосцы «Цесаревич», «Слава» и крейсер «Богатырь». Они дали четыре выстрела — сигнал, означавший, что корабли на стороне восставших. Сигнал, однако, был ложным. Вследствие принятых командованием флота мер (арест революционных матросов и замена их кадетами морского корпуса) прибывшие корабли не присоединились к восставшим.
В 18 часов корабли начали обстрел крепости. Одновременно начали наступление со стороны Гельсингфорса и острова Лагерного переброшенные из Петербурга и других пунктов правительственные войска.
Коханский с группой восставших под белым флагом отправился к броненосцам, рассчитывая, что прибытие участников восстания на корабли изменит соотношение сил, и они присоединятся к восстанию. Однако их надежды не оправдались. После прибытия на корабли участники восстания были арестованы и восставшие потеряли «Выстрел» — свой единственный корабль.
20 июля (2 августа) 1906 военный совет восставших принял решение прекратить безнадёжную борьбу. На крепости снова поднят был правительственный флаг. Было арестовано 900 солдат и 100 гражданских лиц (из них 79 финских красногвардейцев), участвовавших в восстании. Ещё около 600 погибло или скрылось.

### Итог
21 июля (3 августа) 1906 финляндский сенат постановил распустить «Красную гвардию» и приказал арестовать её начальника капитана Кока по обвинению в государственной измене. Капитан Кок скрылся.
Руководители восстания, офицеры Аркадий Емельянов и Евгений Коханский, и ещё пятеро унтер-офицеров и солдат были осуждены военным судом и расстреляны 22 июля (4 августа) 1906 на Лагерном острове. Затем были осуждены ещё две группы повстанцев. За восстание на Скатуддене к расстрелу приговорили семнадцать матросов.
Из числа арестованных 28 руководителей восстания были приговорены к смертной казни. 967 человек были осуждены военным судом к различным срокам заключения или службы в дисциплинарных ротах. 77 человек было оправдано. Финские красногвардейцы судились отдельно, в финских гражданских судах. 81 человек был приговорён к тюремным срокам в 4-8 лет.
Пленения и расстрела избежал один из руководителей нелегальных кружков Сергей Цион. В последующие годы он выступал в роли главного хранителя памяти о восстании. Уже в 1907 году в Гельсингфорсе была выпущена брошюра, в которой он излагал свою версию событий.

## В искусстве
О Свеаборгском восстании П. П. Губанов написал книгу «Свеаборжцы: О рук. восстания А. Емельянове» (Ленинград: Лениздат, 1965 год). Н. Н. Семенкевич написал историческую повесть «Свеаборг» (Москва, Воениздат, 1966 год).
В 1972 году по мотивам этой повести в СССР вышел художественный фильм «Свеаборг», режиссёр Сергей Колосов.